# Dr. Strangelove or: How I Learned to Stop Worrying and Love the Bomb
Dr. Strangelove or: How I Learned to Stop Worrying and Love the Bomb (bra: Dr. Fantástico; prt: Dr. Estranhoamor, ou Dr. Estranho Amor), ou apenas Dr. Strangelove, é um filme britano-estadunidense de 1964, uma comédia de guerra dirigida por Stanley Kubrick, com roteiro dele, Peter George e Terry Southern baseado no romance Red Alert, de Peter George.
O filme é frequentemente considerado uma das melhores comédias já feitas, bem como um dos maiores filmes de todos os tempos. Em 1998, o American Film Institute o classificou em vigésimo sexto lugar em sua lista dos melhores filmes americanos (na edição de 2007, o filme ficou em trigésimo nono lugar) e, em 2000, foi listado como número três em sua lista dos mais engraçados. filmes americanos. Em 1989, a Biblioteca do Congresso dos Estados Unidos incluiu Dr. Strangelove como um dos primeiros 25 filmes selecionados para preservação no Registro Nacional de Filmes por ser "culturalmente, historicamente ou esteticamente significativo".

## Sinopse
O General Ripper fica maluco e arma um plano para iniciar a Guerra Nuclear. Então as autoridades máximas dos Estados Unidos e da União Soviética tentam parar um avião-bombardeiro cuja tripulação recebera ordens de lançar uma bomba nuclear na Rússia.

## Elenco principal

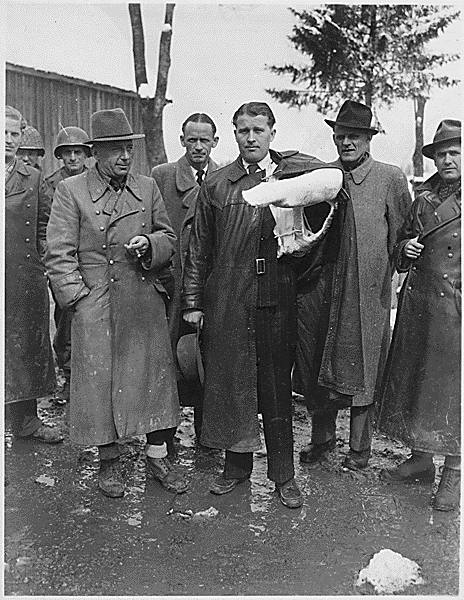
Wernher von Braun, em foto com braço engessado, o que possivelmente originou a ideia do braço "problemático" do Dr. Fantástico, interpretado por Peter Sellers.

- Peter Sellers — Lionel Mandrake/pres. Merkin Muffley/Dr. Strangelove
- George C. Scott — gen. Buck Turgidson
- Sterling Hayden — gen. Jack D. Ripper
- Slim Pickens — mj. T. J. "King" Kong, comandante e piloto do bombardeiro B-52
- James Earl Jones — tte. Lothar Zogg
- Keenan Wynn — cel. "Bat" Guano
- Peter Bull — emb. soviético Alexei de Sadesky
- Shane Rimmer — cap. "Ace" Owens, copiloto do B-52
- Tracy Reed — srta. Scott

## Produção
Os créditos iniciais e o trailer de lançamento foram criados pelo artista gráfico Pablo Ferro.

### Romance e roteiro
Kubrick começou com nada além de uma ideia vaga de fazer um thriller sobre um acidente nuclear, construíndo a partir do medo difundido na época da Guerra Fria a respeito. Enquanto pesquisava o assunto, Kubrick gradualmente se conscientizou do sutil e instável "balanço de terror" entre as potências nucleares. A seu pedido, Alistair Buchan, chefe do Instituto Internacional de Estudos Estratégicos, recomendou o romance Red Alert, de Peter George. Kubrick se impressionou com o livro, que também havia sido elogiado pelo teórico dos jogos e futuro vencedor do Prêmio Nobel de Economia, Thomas Schelling, num artigo escrito para o Bulletin of the Atomic Scientists e republicado pelo jornal britânico The Observer, e imediatamente comprou os seus direitos.
Em colaboração com George, Kubrick começou a escrever um roteiro baseado no livro. Enquanto o escrevia, pôde fazer algumas consultas breves a Schelling e, posteriormente, Herman Kahn. Sua intenção original era filmar a história como um drama sério, mantendo o mesmo tom do livro; porém, como explicou posteriormente em entrevistas, enquanto escrevia a primeira versão do roteiro começou a ver a comédia inerente à ideia da destruição mútua assegurada. Segundo ele:
Minha ideia de fazê-la como uma comédia-pesadelo surgiu nas primeiras semanas de trabalho no roteiro. Descobri que, ao tentar dar mais corpo e imaginar as cenas em sua integridade, era necessário deixar de fora delas coisas que eram ou absurdas ou paradoxais, para evitar que se tornassem engraçadas; e estas coisas pareciam ser as mais próximas ao epicentro das cenas em questão.
Após decidir fazer do filme uma comédia de humor negro, Kubrick trouxe Terry Southern como corroteirista. A escolha foi influenciada pela leitura do romance cômico de Southern, The Magic Christian, que Kubrick havia recebido como presente de Peter Sellers (e que se tornou um filme do ator em 1969). Sellers também é considerado um corroteirista não creditado, por ter improvisado diversas de suas falas (que posteriormente foram adicionadas ao roteiro).

### Papéis múltiplos de Peter Sellers
A Columbia Pictures concordou em financiar o filme com a condição que Peter Sellers interpretasse pelo menos quatro papéis de destaque nele. A condição teria surgido a impressão do estúdio que muito do sucesso de Lolita (1962), o filme anterior de Kubrick, teria sido devido à performance de Sellers, na qual seu único personagem assume diversas identidades. Sellers também teve três papéis no filme The Mouse That Roared, de 1959. Kubrick aceitou a exigência, afirmando que "estas estipulações vulgares e grotescas são o sine qua non da indústria cinematográfica."
Sellers acabou por interpretar apenas três dos quatro papéis que lhe foram escritos; também deveria interpretar o major da aeronáutica T. J. "King" Kong, comandante do B-52 Stratofortress, porém Sellers achou que sua carga de trabalho já estava excessiva, e que não saberia recriar com precisão o sotaque texano do personagem. Kubrick insistiu, e chegou mesmo a pedir ao roteirista Terry Southern, criado no Texas, que lhe gravasse as falas utilizando o sotaque característico; Sellers chegou mesmo a aprendê-lo e iniciou a filmar as cenas no avião, porém acabou torcendo seu tornozelo e teve de interromper os trabalhos no espaço apertado do cockpit cenográfico.
Sellers teria improvisado boa parte de seu diálogo enquanto Kubrick incorporava estes improvisos ao texto escrito para que fizessem parte do roteiro canônico, uma técnica conhecida como "retrorroteirização" (retroscripting).
Em uma conversa com Arthur C. Clarke, durante a criação do conceito de 2001: A Space Odyssey, Kubrick negou que estivesse retratando Wernher von Braun em seu filme.

## Recepção
O filme foi escolhido para ser preservado pelo Registro Nacional de Filmes dos Estados Unidos. Em 2000, os leitores da revista Total Film votaram nele como a 24ª maior comédia de todos os tempos. É um dos poucos filmes a receber a classificação de 100% "Fresh" no site Rotten Tomatoes, e é considerado o 15º melhor filme de todos os tempos pelo site TopTenReviews Movies. Obteve também a sexta posição entre os melhores de todos os tempos da seção de vídeo/DVD do site Metacritic, com uma média de 96, e em novembro de 2020 ocupava a 70.ª posição na lista dos 250 maiores filmes de todos os tempos do Internet Movie Database.
O crítico de cinema americano Roger Ebert colocou Dr. Strangelove em sua lista de grandes filmes, afirmando que ele é "possivelmente a melhor sátira política do século". Também obteve o quinto lugar na lista das melhores direções do cinema feito pelo Instituto de Cinema do Reino Unido (British Film Institute), sendo a única comédia entre os dez primeiros.

## Prêmios e indicações
| Prêmio     | Categoria                                                    | Recipiente                                    | Resultado |
| ---------- | ------------------------------------------------------------ | --------------------------------------------- | --------- |
| Oscar 1965 | Melhor filme                                                 | Stanley Kubrick                               | Indicado  |
| Oscar 1965 | Melhor direção                                               | Stanley Kubrick                               | Indicado  |
| Oscar 1965 | Melhor ator                                                  | Peter Sellers                                 | Indicado  |
| Oscar 1965 | Melhor roteiro adaptado                                      | Stanley Kubrick, Peter George, Terry Southern | Indicado  |
| BAFTA 1965 | Melhor ator britânico                                        | Peter Sellers                                 | Indicado  |
| BAFTA 1965 | Melhor direção de arte - preto e branco                      | Ken Adam                                      | Venceu    |
| BAFTA 1965 | Melhor filme britânico                                       | Stanley Kubrick                               | Venceu    |
| BAFTA 1965 | Melhor filme                                                 | Stanley Kubrick                               | Venceu    |
| BAFTA 1965 | Melhor roteiro adaptado                                      | Stanley Kubrick, Peter George, Terry Southern | Indicado  |
| BAFTA 1965 | Melhor ator não britânico                                    | Sterling Hayden                               | Indicado  |
| BAFTA 1965 | Prêmio da ONU - filme que melhor representou seus princípios | Stanley Kubrick                               | Venceu    |